# Рождественский, Сергей Егорович
Сергей Егорович (Георгиевич) Рожде́ственский (1834—1891) — директор народных училищ Санкт-Петербургской губернии, педагог, автор учебников истории. Отец Д. С. Рождественского.

## Биография
Родился в семье священника 30 сентября (12 октября) 1834 года. В 1858 году окончил Главный педагогический институт со званием старшего учителя и с обязательством прослужить восемь лет по Министерству народного просвещения. Был назначен преподавателем русского языка и словесности в Поневежскую гимназию, где прослужил только год и по болезни вышел в отставку.
В 1861 году занял в Петербурге должность репетитора по истории во 2-м Кадетском корпусе (с 1863 года — 2-я военная гимназия); с 1867 года — в должности воспитателя.
В 1869 году занял должность преподавателя истории в 6-й Санкт-Петербургской гимназии; одновременно преподавал в Морском училище и в Павловском женском институте.
В 1875 году был назначен директором народных училищ Санкт-Петербургской губернии и членом Петербургской постоянной комиссии для ведения народных чтений. При нём уездные училища были преобразованы в городские, по его инициативе и под его непосредственным наблюдением были организованы ежегодные учительские съезды, при которых устраивались педагогические выставки. Рождественский организовал при Дирекции училищ библиотеку и кабинет учебных пособий, которыми могли пользоваться все учителя. Одновременно с этим им были учреждены постоянные учительские собрания.
В 1879 году он был произведён в действительные статские советники.
В 1890 году вышел по болезни в отставку. При Новоладожском городском училище была учреждена стипендия его имени.
Скончался 11 (23) сентября 1891 года и похоронен на кладбище Воскресенского Новодевичьего монастыря.

## Семья
Был женат с 1 ноября 1864 года на дочери коллежского советника Евгении Степановне Щерба. У них было шестеро детей:
- Лидия (20.09.1865—?)
- Елизавета (23.03.1869—?)
- Пётр (11.10.1870[2]—?), генеральный консул в Сан-Франциско (в 1909—1915)
- Дмитрий (1876—1940)